# Cărpiniș (gmina Gârbova)
Cărpiniș – wieś w Rumunii, w okręgu Alba, w gminie Gârbova. W 2011 roku liczyła 260 mieszkańców.